# Bubo bubo
El búho real (Bubo bubo) es una especie de ave estrigiforme de la familia Strigidae. También es conocido como búho real europeo, búho real euroasiático o gran duque. Es un ave rapaz de tamaño grande, distribuida por gran parte de Eurasia. Es uno de los búhos de mayor tamaño y de los más ampliamente distribuidos geográficamente, por lo que ocupa una gran multitud de hábitats. La gran mayoría de su población se distribuye por Europa continental, Rusia y Asia Central. Su nombre científico deriva de la onomatopeya de los sonidos que emite, y ya desde la Edad Media se le conocía como bubo en los bestiarios.
Debido a su majestuosidad y a su fácil cría en cautividad es usado con relativa frecuencia en el arte de la cetrería. Búhos reales domesticados también se utilizan para el control de plagas y para disuadir de anidar a aves como las gaviotas.

## Taxonomía
El búho real es un miembro del género Bubo, que puede incluir a casi todas las especies de búhos más grandes del mundo. Analizando el registro fósil, parece ser que este género de búhos pudo surgir en África, aunque otros autores ponen su origen en el Sudeste Asiático. El búho real representa la expansión del género Bubo en Eurasia. Algunas otras especies del género parecen haber derivado del búho real o tener una antepasado común cercano con él. El búho desértico y el búho bengalí fueron considerados hasta hace poco como subespecies del búho real. El búho nival también está emparentado con el búho real y se cree que ambas especies se separaron hace cuatro millones de años. Se reconocen dieciséis subespecies:
- B. b. hispanus (Rothschild & E. J. O. Hartert, 1910) Búho real ibérico - península ibérica, principalmente en España
- B. b. bubo (Linnaeus, 1758) Búho real europeo - Europa, desde el norte de España y Escandinavia hasta el oeste de Rusia.
- B. b. borissowi (Hesse, 1915) Búho real japonés - isla Sajalín, islas Kuriles y Hokkaidō (Japón).
- B. b. hemachalanus (A. O. Hume, 1873) Búho real del Himalaya - desde la cordillera del Pamir y la cordillera Tian Shan al norte, hasta el Himalaya al sur.
- B. b. interpositus (Rothschild & E. J. O. Hartert, 1910) Búho real bizantino - desde Rumania y el sur de Ucrania hasta el Delta del Volga; hacia el sur hasta Grecia, Turquía, Oriente Próximo y el noroeste de Irán.
- B. b. jakutensis (Buturlin, 1908) Búho real de Yakutia - Siberia nororiental.
- B. b. kiautschensis (Reichenow, 1903) Búho real chino - desde el centro y sur de China hacia el este hasta Corea.
- B. b. nikolskii (Zarudny, 1905) Búho real afgano - desde el este de Irak, Irán, Afganistán y el noroeste de Pakistán.
- B. b. omissus (Dementiev, 1932) Búho real turkmeno - desde Turkmenistán hasta el oeste de China.
- B. b. ruthenus (Buturlin & Zhitkov, 1906) Búho real ruso - desde el centro de la Rusia europea hasta las estribaciones occidentales de los montes Urales y hacia el sur hasta la cuenca del Volga.
- B. b. sibiricus (Gloger, 1833) Búho real siberiano occidental - desde las estribaciones orientales de los montes Urales hacia el este hasta el río Obi, y hacia el sur hasta el Macizo de Altái.
- B. b. tarimensis (Buturlin, 1906) Búho real del Tarim - en el extremo noroccidental de China ocupando la cuenca del río Tarim.
- B. b. tibetanus (Bianchi, 1906) Búho real tibetano - centro y este del Tíbet y otras partes adyacentes del sur de China.
- B. b.  turcomanus (Eversmann, 1835) Búho real estepario - estepas entre el río Volga y el río Ural, hacia el este hasta Transbaikalia, y hacia el sur hasta Kazajistán y el oeste de Mongolia.
- B. b. ussuriensis (Poliakov, 1915) Búho real del Ussuri - sureste de Siberia hasta el noreste de China.
- B. b. yenisseensis (Buturlin, 1911) Búho real siberiano oriental - desde el río Obi en el centro de Siberia hacia el este hasta el lago Baikal, y al sur hasta el macizo de Altái y el norte de Mongolia.

## Subespecies
Búho real ibérico (Bubo bubo hispanicus). Esta puede ser la subespecie más estudiada del búho real. La envergadura de las alas puede variar de 131 a 168 cm. El macho adulto B. b. hispanus pesa entre 1.22 a 1.9 kg, mientras que las hembras pesan de 1.75 a 2.49 kg. El búho real ibérico es el que tiene el plumaje más similar a la subespecie nominal, pero tiende a ser un color algo más claro, más grisáceo, con rayas generalmente más claras y un abdomen más pálido. 
Búho real europeo (Bubo bubo bubo). Es una subespecie de tamaño mediano con una envergadura de alas de 157 cm los machos y 167 cm las hembras. La longitud total del pico es entre 4,5 y 5,6 cm. La media de peso de los machos es de 2,83 kg y la de las hembras es de 2,95 kg. La subespecie parece seguir la regla de Bergmann, por la cual los especímenes disminuyen en tamaño cuando más cerca del ecuador vivan, por lo que los búhos de Escandinavia son de mayor tamaño, los de Europa central de tamaño medio y los de Italia son los más pequeños. Es quizás la subespecie más oscura. Normalmente el color de base es castaño oscuro, pero también pueden ser de color rojizo, especialmente sobre la cabeza, espalda y alas. El abdomen suele ser marrón claro, en contraste con otras subespecies que lo tienen en tonos blancos y amarillentos. Parece ser que las aves que viven más al norte son más oscuras con rayas que apenas se distinguen, mientras que las del sur son más claras y con rayas más pálidas y estrechas.
Búho real del Himalaya (Bubo bubo hemachalanus). Esta ave es en parte migratoria; desciende a las llanuras de Turkmenistán con un clima invernal más frío, y aparentemente llega al norte de Baluchistán. Es una subespecie de tamaño mediano, aunque es más grande que otras subespecies asiáticas con un color base amarillento algo similar. De media pesa 2,16 kg. Esta subespecie es físicamente similar a B. b. turcomanus, pero el color de fondo es más marrón claro. Los patrones oscuros en las partes superiores e inferiores son más evidentes y menos regulares que en B. b. turcomanus y B. b. omissus, y el color general desde la espalda hasta los penachos con forma de orejas es marrón más uniforme que los de las demás subespecies adyacentes. B. b. hemachalanus difiere de B. b. yenisseensis al ser mucho más amarillo en la grupa, debajo de las coberteras de la cola y las plumas externas de la cola, en lugar de grisáceo o blanquecino, y la coloración de base de su cuerpo es más amarillenta arriba y menos blanquecina debajo. 
Búho real bizantino (Bubo bubo interpositus). Se sabe que esta subespecie hibrida con el búho desértico en la zona de Oriente Próximo. Algunos estudios genéticos han sugerido que esta subespecie es lo suficientemente distinta como para ser reconocida como una especie por derecho propio. Es de tamaño mediano, aproximadamente igual a la subespecie nominal, aunque es de color más pálido y más amarillento con unos patrones marrones con más forma. 
Búho real de Yakutia (Bubo bubo jakutensis). Esta es una subespecie grande que rivaliza con B. b. yenisseensis y B. b. sibiricus por ser la subespecie de mayor tamaño. B. b. jakutensis es mucho más oscuro y más pardo que ambos B. b. sibiricus y B. b. yenisseensis, aunque su coloración es más difusa, menos nítida que esta última. Está más claramente marcado y rayado en las partes inferiores que B. b. sibiricus, mientras que es más blanco y está más fuertemente vermiculado que B. b. yenisseensis.  
Búho real chino (Bubo bubo kiautschensis). Esta es una de las subespecies más pequeñas con un peso que varía entre 1.8 y 2.9 kg. B. b. kiautschensis es mucho más oscuro, más castaño y rojizo, y un poco más pequeño que B. b. Ussuriensis. Se parece a la subespecie nominal (aunque obviamente su distribución es bastante distante) pero se diferencia de ella por ser más pálida, más moteada y menos marcada con marrón en las partes superiores, al tener rayas más estrechas en el eje oscuro en la parte inferior.  
Búho real afgano (Bubo bubo nikolskii). Esta es la subespecie más pequeña conocida de búho real. Aparte de su tamaño más pequeño, B. b. nikolskii se distingue del similar B. b. omissus por su color más pálido y por ser menos oscuro en la parte de arriba.    
Búho real turkmeno (Bubo bubo omissus). Es la segunda subespecie más pequeña tras el búho real afgano. La coloración general es de un ocre a amarillo apagado; con el patrón oscuro en las partes superiores e inferiores bastante indefinido. Los patrones rayados en el vientre y en los laterales son más estrechos y pálidos que B. b. turcomanus. Difiere del búho real afgano, con quien tiene rangos adyacentes, en que es más grande y oscuro, de tono menos amarillo y más rayado.    
Búho real ruso (Bubo bubo ruthenus). Es una subespecie bastante grande y que tiene una coloración intermedia entre la subespecie nominal y B. b. sibiricus. Esta subespecie suele ser confundida con el búho real bizantino, incluso por reputados ornitólogos, aunque es más claro en color, menos amarillo y más grisáceo con un patrón más pálido.     
Búho real siberiano occidental (Bubo bubo sibiricus) Es una subespecie grande en la que los machos miden 155 a 170 cm de envergadura y pesan hasta 3,2 kg, mientras que las hembras miden 165 a 190 cm de envergadura y pesan hasta 4.5 kg. Esta subespecie es, físicamente, la más distintiva de todas las lechuzas eurasiáticas; es más pálida que la subespecie nominal con un color general blanquecino con marcas oscuras superpuestas. La cabeza, la espalda y los hombros son algo oscuros, a diferencia de la mayoría de las otras subespecies.                        
Búho real del Tarim (Bubo bubo tarimensis)                         
Búho real tibetano (Bubo bubo tibetanus)
Búho real estepario (Bubo bubo turcomanus). Esta subespecie parece ser de tamaño variable, pero generalmente es de tamaño mediano. Según los informes, esta subespecie puede pesar de 1,5 a 3,8 kg. El color de fondo del plumaje es amarillento. Los patrones oscuros en las partes superior e inferior son más pálidos, menos definidos que en B. b. interpositus. Las vermiculaciones oscuras en las partes inferiores desaparecen por encima del vientre. B. b. turcomanus es más gris que B. b. hemachalanus, pero por lo demás tiene un aspecto similar. Esta subespecie es la única que parece evitar hábitats rocosos montañosos en favor de colinas bajas, mesetas, tierras bajas, estepas y semidesiertos al nivel del mar o cerca de él.                         
Búho real del Ussuri (Bubo bubo ussuriensis). Es ligeramente más pequeño que las diversas subespecies del norte de Siberia. Esta subespecie difiere de B. b. jakutensis y de B. b. yenisseensis al ser mucho más oscura, con unas manchas marrones en las partes superiores mucho más extensas y difusas, y unas partes inferiores con muchas más vermiculaciones que hacen que parezcan menos blancas.                        
Búho real siberiano oriental (Bubo bubo yenisseensis). Es mucho más oscuro, con un color de base más amarillento que B. b. sibiricus. Al igual que sucede con este último, presenta la parte inferior del ala de color blanco. En general, es de color grisáceo, con patrones oscuros bien expresados en las partes superiores y alrededor de la cabeza. La parte inferior es gris pálido con rayas negras.
Búho real japonés (Bubo bubo borissowi)

## Descripción

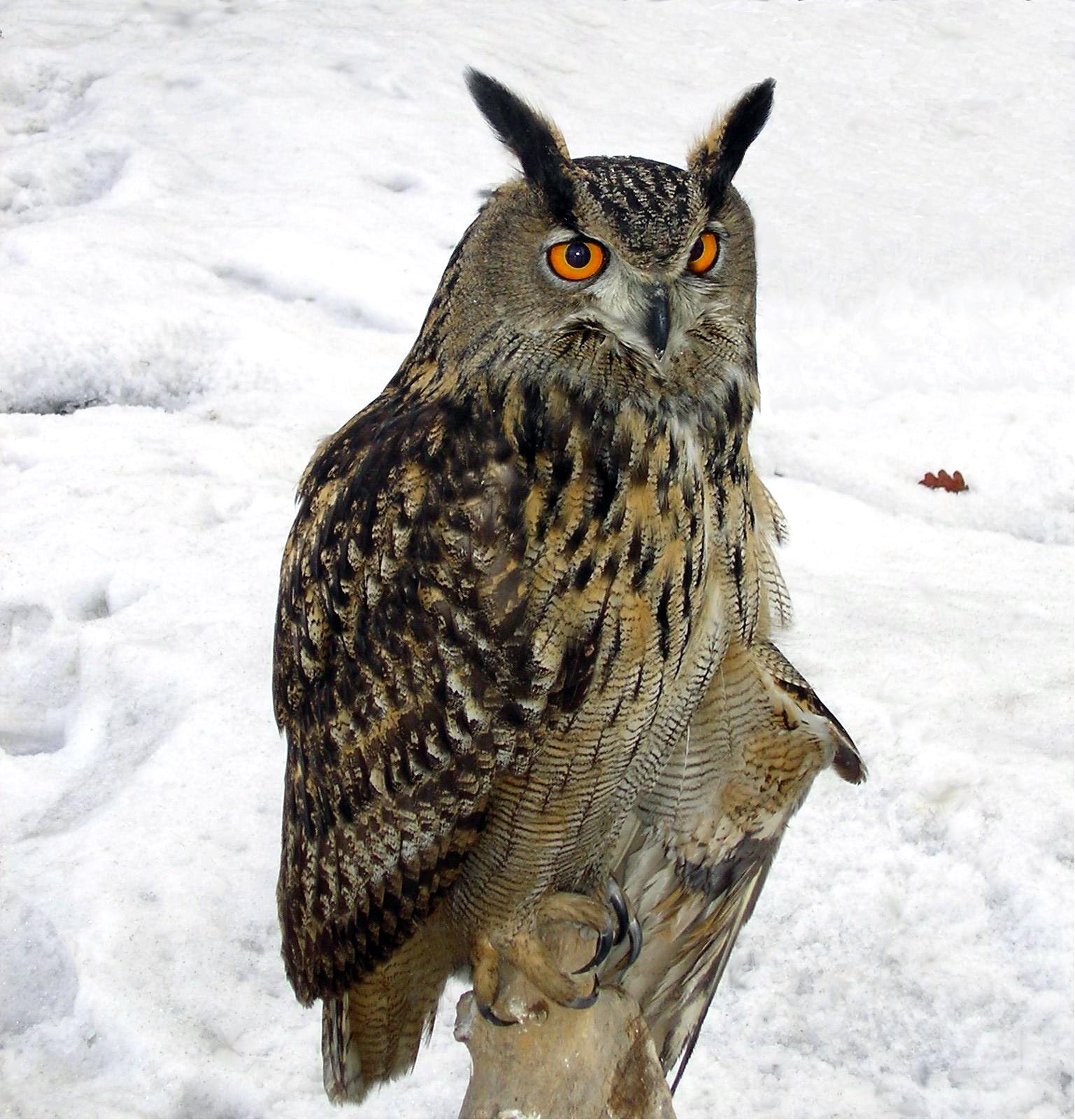
Búho real

El búho real es un ave muy grande, reconocida a veces como el búho más grande del mundo, aunque se disputa este puesto con el búho de Blakiston (B. blakistoni), que es un poco más pesado y con el cárabo lapón (Strix nebulosa), que, aunque es menos pesado, es más grande. Tiene una envergadura de alas de entre 131–188 cm, con los especímenes más grandes posiblemente alcanzando los 2 m. La longitud puede variar de 56 a 75 cm. Las hembras pueden pesar de 1.75 a 4.6 kg y los machos de 1.22 a 3.2 kg. Además de que la hembra es más grande, hay poco dimorfismo sexual en el búho real, aunque los penachos con forma de orejas suelen estar más erguidos en machos que en hembras. Por lo tanto, es prácticamente imposible diferenciar los sexos cuando son observados en la naturaleza.  
Según se informa, en algunas poblaciones la hembra puede ser ligeramente más oscura que el macho. La coloración del plumaje es muy variable entre las subespecies reconocidas. Las partes superiores son de color marrón oscuro, marrón rojizo hasta gris pálido cremoso, mostrando densamente manchas en la frente y la cabeza, rayas en la nuca, laterales y parte posterior del cuello, y manchas oscuras sobre el fondo más claro en la espalda y alas. Una estrecha banda de color claro se extiende desde la base del pico, pasando por el borde superior del ojo y recorre los penachos de la cabeza.   
Las plumas primarias y secundarias son marrones con barras anchas de color marrón oscuro y puntas de este mismo color. Se produce una muda completa cada año entre julio y diciembre. El disco facial es de color castaño, moteado de negro-marrón, tan densamente en el borde exterior del disco que forma un "marco" alrededor de la cara. La barbilla y la garganta son blancas, con una veta central de color marrón. Las plumas de la parte superior del pecho tienen centros de color negro parduzco y bordes de color marrón rojizo. Las plumas de la parte inferior del pecho y del vientre son de color crema, marrón rojizo o blanquecino, con una cantidad variable de vermiculaciones onduladas oscuras y finas de un color marrón rojizo. Las piernas y los pies (que están emplumados casi hasta las garras) son también de color marrón pálido. La cola es de color marrón rojizo, moteada de color marrón grisáceo oscuro con unas seis barras de color marrón oscuro. El pico y las garras son negros. El iris suele ser naranja pero es bastante variable. En algunas aves europeas, el iris es de un color anaranjado rojizo brillante, pero en las subespecies que se encuentran en hábitats áridos y desérticos el iris suele ser de un color amarillo anaranjado. 
Su vuelo es directo, potente y con planeos frecuentes. Su voz es un aullido profundo, tipo úú-oo, que puede llegar a oírse hasta a 2 km. Cada individuo tiene un aullido específico, de modo que pueden ser identificados individualmente por medio de su voz. También produce ladridos potentes de alarma tipo zorro. 
Aproximadamente el 80 % de los ejemplares no alcanzan el primer año de vida. Los que superan esta fase crítica, pueden sobrevivir hasta veinte años, aunque no hay datos en sí que sean concretos. En cautividad se han dado casos de ejemplares que han alcanzado los sesenta años.

## Distribución y hábitat
Se distribuye por la mayor parte de Eurasia evitando las zonas tropicales de India y el Sudeste Asiático (donde es sustituido por el búho malayo , el búho nepalí, el búho de Coromandel y el búho bengalí), y las zonas polares del Ártico (donde es sustituido por el búho nival). También elude las zonas más áridas como la península arábiga (donde lo reemplaza el búho desértico). No se le encuentra en las islas británicas ni en las islas del Mediterráneo. 
El búho real puede encontrarse en múltiples hábitats, desde zonas semidesérticas, bosque y matorral mediterráneo, taiga, bosques templados, bosques de coníferas, estepas, y hasta en la tundra. Muestran una clara preferencia por zonas donde abundan barrancos y acantilados rodeados de gran cantidad de árboles y arbustos. Esta necesidad de zonas rocosas, donde este búho anida para mantener el nido fuera del alcance de los depredadores, se hace más imperiosa en praderas y desiertos con escasez de cubierta vegetal arbórea, y por lo tanto, acantilados y barrancos constituyen el único refugio. También se le encuentra cerca de ríos, arroyos y humedales debido a que estas zonas húmedas cuentan con un suelo blando en el que excavan madrigueras los pequeños roedores que constituyen la presa preferida del búho real. 
Se encuentra a menudo en áreas montañosas y se puede encontrar hasta los 2100 m s. n. m. en los Alpes, 4500 m s. n. m. en el Himalaya y los 4700 m s. n. m. en la meseta tibetana. También vive al nivel del mar en zonas con acantilados. En los bosques montañosos, generalmente, evita el bosque cerrado y se sitúa en el borde del bosque preferentemente. En ocasiones se aventura en campo abierto y en áreas cultivadas favorecido por sus hábitos nocturnos que no coinciden con los mayores picos de actividad humana. En general, habita zonas poco perturbadas por los humanos pero a veces se los ha observado en parques o en otros parajes tranquilos dentro de las ciudades.

## Comportamiento
El búho real tiene una actividad principalmente nocturna, como la mayoría de las especies de búhos, con los principales focos de actividad en las primeras horas después del atardecer y las últimas horas antes del amanecer. En los extremos septentrionales de su área de distribución, se ha registrado un comportamiento diurno parcial, incluida la caza activa a plena luz del día durante la tarde. En tales áreas, la caída de la noche es prácticamente inexistente en pleno verano, por lo que presumiblemente los búhos deben cazar durante el día. 
El búho real es una especie de alas anchas y se caracteriza por un vuelo fuerte y directo, que generalmente consiste en batidas de alas poco profundas y deslizamientos largos y rápidos. También se sabe que en algunas ocasiones se eleva en corrientes ascendentes, lo que es un comportamiento raro en un búho y se asemeja más al comportamiento de buteos, que son más pequeños y de proporciones bastante diferentes. Por lo general, cuando se ve volando durante el día, se debe a que los humanos lo molestan o los cuervos lo acosan. 
Los búhos reales son altamente sedentarios; normalmente mantienen un solo territorio durante toda su vida adulta. Incluso en aquellos que se encuentran cerca de los límites del norte de su área de distribución, donde los inviernos son duros y es probable que tengan poca comida, el búho real no abandona su área de distribución nativa. Hay casos en Rusia de búhos eurasiáticos que se mueven hacia el sur durante el invierno, ya que el clima helado e infamemente duro allí es demasiado severo incluso para estas aves resistentes y sus presas. Del mismo modo, los búhos que viven en las mesetas tibetanas y los Himalayas pueden, en algunos casos, abandonar sus territorios cuando llega el invierno y moverse hacia el sur. Incluso en esos dos ejemplos, no hay evidencia de una migración anual consistente por parte de los búhos reales, debiéndose más bien a casos puntuales que a una norma, y estas aves pueden subsistir en sus territorios incluso en los tiempos de más escasez.

### Alimentación
El búho real podría ser la especie de búho más poderosa, capaz de atacar y matar presas muy grandes, mucho más allá de las capacidades de la mayoría de los otros búhos existentes. Además, la dieta de esta especie es mucho más diversa que la de cualquier otra ave rapaz de su tamaño. Puede adaptarse a presas muy pequeñas cuando es el único tipo de presa disponible, y a presas grandes cuando estas son abundantes. Por lo general, el 55-80 % de los alimentos de los búhos son mamíferos, siendo la mayoría de ellos de más de cien gramos de peso. 
La caza consiste básicamente en la observación desde una percha para detectar la actividad de la presa y luego descender rápidamente sobre ella. La presa a menudo es muerta rápidamente con las poderosas garras, aunque a veces también les muerden la cabeza para matarlas. Luego, la presa se traga entera o se trocea con el pico. La mayor parte de la caza se realiza en claros y áreas abiertas, aunque también puede cazar en el interior de los bosques pero les resultará más difícil localizar a sus presas entre el sotobosque. Sin embargo, debido a sus limitaciones de vuelo, este búho requiere que las zonas de caza, a pesar de ser abiertas, tengan alguna cubierta arbórea para que el búho se pose en una percha a otear los alrededores. 
Ocasionalmente, pueden capturar otras aves mientras vuelan aprovechando su distracción y disminución de la agudeza visual para interceptarlas en pleno vuelo. Parece que cazan principalmente por oportunidad, tomando cualquier presa detectable que esté disponible, preferiblemente aquellos que están activos. Las presas pequeñas se suelen tragar inmediatamente después de la captura, aunque ocasionalmente se llevan en el pico al nido para alimentar a los polluelos, mientras que las presas más grandes se transportan entre las garras. Las presas excepcionalmente grandes (más de 3 kg) se consumen en el mismo lugar donde se capturan desgarrándolas en pedazos pequeños. Esto deja al búho en una posición susceptible de la pérdida de su presa y a enfrentamientos con otros depredadores. 
El tipo de presa principal varía según la región, pero está compuesta principalmente por pequeños mamíferos como topillos, ratas, ratones, conejos y liebres. En Europa, las cinco principales especies de presas son: la rata marrón, el topillo campesino, el erizo europeo, la rata topera y el conejo europeo. La gran variedad de presas que consume también incluye aves, reptiles, anfibios, peces, insectos y otros invertebrados. En total, se han identificado alrededor de seiscientas especies diferentes como presas del búho real.

## Reproducción

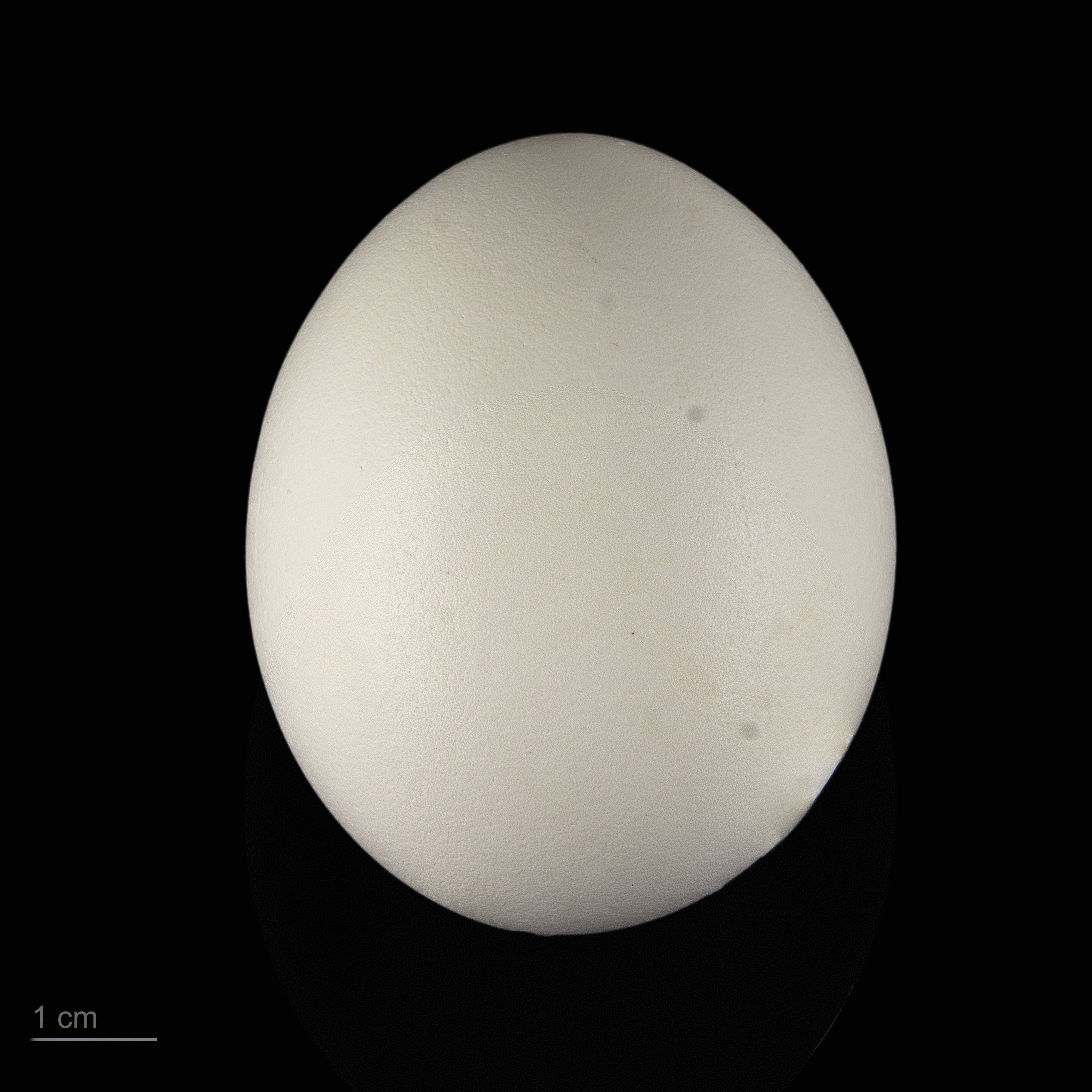
Bubo bubo bubo - MHNT

Son animales muy territoriales. Utilizan varios sistemas de señalización para delimitar sus territorios e indicar su ocupación, como son cantos territoriales desde los posaderos y el marcaje de las rocas con fecas. El tamaño territorial de cada pareja varía ampliamente dependiendo principalmente de la disponibilidad de presas, densidad de parejas vecinas y de la tasa de recambio de los individuos territoriales. 
Ambos sexos viven normalmente solos y no se juntan hasta llegada la época del cortejo. Cuando encuentran un buen sitio de cría, lo indican cavando un pequeño hoyo en la tierra y emitiendo una serie de llamadas características. 
Su nido es una cavidad sin tapizar en troncos de árboles o acantilados. Pone de dos a seis huevos una sola vez al año, normalmente en invierno o principios de primavera. Son muy sensibles a su entorno, y si no tienen suficiente espacio o comida la puesta puede retrasarse y reducirse sensiblemente. La hembra incuba los huevos mientras el macho consigue el alimento. Al cabo de treinta y seis días los huevos eclosionan. Los pollos son semi-nidícolas; tienen un plumón blanco, que cambian por un plumón parduzco entre los diez y doce días. Aunque la tarea de alimentación y cuidado de los pollos es ejercida mayoritariamente por la hembra, el macho durante este periodo colabora activamente.
A las tres semanas de nacer ya son capaces de alimentarse y tragar por sí solos. A los dos meses comienzan a volar, aunque solo unos pocos metros, y a los cuatro meses ya están cubiertos de plumas. Durante esta etapa son vulnerables a los depredadores, pero su plumaje les ayuda a camuflarse entre las ramas. Al final del otoño, los juveniles son expulsados del territorio de los adultos, y comienza su periodo de dispersión juvenil en el que se desplazarán en busca de un nuevo territorio desocupado. La distancia de dispersión juvenil en esta especie es muy variable; en las poblaciones centroeuropeas se han descrito desplazamientos de hasta 400 km, mientras que en el sur de la península ibérica, donde las presas son muy abundantes, la distancia media no superan los 50 km. En España pueden alcanzar la madurez sexual en el primer año de vida.
También puede utilizar nidos antiguos de otras aves rapaces, como busardo ratonero o azor común. En determinadas zonas donde la densidad de parejas territoriales es muy elevada, puede llegar a nidificar directamente en el suelo.
Aunque la presión antrópica ejercida durante la mitad del siglo XX hizo retroceder sus poblaciones, las cuales quedaron relegadas a ocupar únicamente las zonas montañosas más inaccesibles, actualmente se encuentra en un proceso de recuperación muy importante, recuperando gran parte de las zonas de su distribución.

## Conservación
El búho real se expande por gran parte de Europa y Asia en una extensión de unos 32 millones de km². En Europa se estima que viven entre 19 000 y 38 000 parejas reproductoras, y la población total mundial está entre 250 000 y 2 500 000 ejemplares. La población del búho real decrece debido a las actividades humanas, pero al tener una extensión tan amplia y una población total bastante grande, la UICN lo cataloga como preocupación menor. Las principales causas de mortalidad no naturales son las electrocuciones, los atropellos por vehículos y la caza.